# وازانته
وازانته (انگلیسی: Vazante) یک شهر در شمال برزیل واقع در ایالت مینا ژرایس است.

محل وازانته در ایالت مینا ژرایس